# Polentinos
Polentinos és un municipi de la província de Palència a la comunitat autònoma de Castella i Lleó (Espanya). Limita amb San Salvador de Cantamuda i Cervera de Pisuerga.

## Demografia
| 1991 | 1996 | 2001 | 2004 |
| ---- | ---- | ---- | ---- |
| 129  | 98   | 81   | 78   |